# Омао (птах)

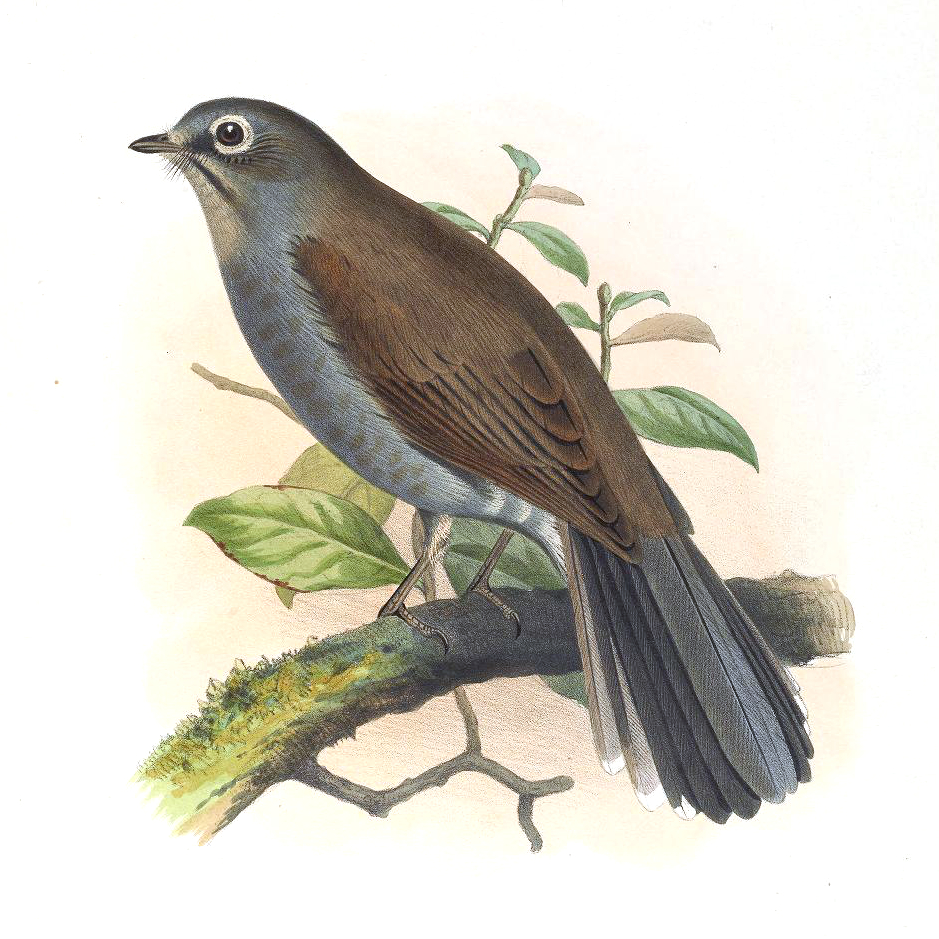
Омао (малюнок Йозефа Сміта)

Омао (Myadestes obscurus) — вимерлий вид горобцеподібних птахів родини дроздових (Turdidae). Ендемік острова Гаваї.

## Опис
Довжина птаха становить 18 см. Верхня частина тіла оливково-коричнева, нижня частина тіла світло-сіра, голова сірувато-коричнева. Молоді птахи мають блідо-охристі плями на покривних пір'ях. Виду не притаманний статевий диморфізм.

## Поширення і екологія
В минулому омао мешкав на всій території острова. Нині він мешкає на південних і східних схилах, на висоті більше за 1000 м над рівнем моря. Омао здебільшого живуть в тропічних лісах, хочі їх можна зустріти у високогірних чагарникових заростях на схилах Мауна-Лоа. Птах віддає перевагу заростям Metrosideros polymorpha і Acacia koa, однак не живе серед інвазивної лози Passiflora tarminiana.

## Збереження
МСОП вважає цей вид вразливим. Ареал птаха скоротився до 25-30% від початкової площі, однак, незважаючи на це, омао є найпоширенішим дроздом Гавайських островів. Популяція омао нараховує близько 170 тисяч птахів.
Загрозою є знищення природних середовищ, інвазійні хижаки і конкуренція з боку інтродукованих птахів.
Національний заповідник дикої природи "Ліс Хакалау" є прихистком великої популяції омао.